# Diane Barbeau
Pour les articles homonymes, voir Barbeau.
Diane Barbeau (née le 23 mars 1961 à Hauterive et morte le 6 novembre 2021 à  Québec) est une femme politique québécoise.  Elle a été députée de la circonscription de Vanier à l'Assemblée nationale du Québec de 1994 à 2003.

## Biographie
Elle est la fille de Jean-Roch Barbeau, conducteur de machinerie lourde, et d'Yvonne Gauthier.  Elle obtient un diplôme de commis de bureau de la polyvalente des Rives en 1979. Elle étudie en tourisme au Cégep Montmorency en 1987 et 1988.  En 1988 et 1989, elle est directrice des opérations manufacturières à la société E. R. Carpenter du Canada.  De 1989 à 1994, elle est attachée politique de François Beaulne, député de la circonscription de Bertrand à l'Assemblée nationale.  En 1993 et 1994, elle est présidente du conseil d'administration de la Maison des jeunes de Vanier.
Lors de l'élection générale québécoise de 1994, elle est élue députée de la circonscription de Vanier à l'Assemblée nationale pour le Parti québécois.  Elle est réélue lors de l'élection générale de 1998. Elle était whip adjointe du gouvernement en 1997-1998 et en 1998-1999.  Elle est adjointe parlementaire du ministre de la Solidarité sociale de 1999 à 2001, du ministre de l'Emploi et de la Solidarité sociale en 2001 et 2002 et du ministre d'État aux Ressources humaines et au Travail en 2002 et 2003. Elle ne se représente pas à l'élection générale de 2003.
Pendant sa grossesse avec sa fille Michelle Watson (née la 14 février 2003) elle a découvert qu'elle avait du cancer dans ses deux reins.  Ces deux reins ont été enlevés au mars 2003.  Depuis ce temps, elle subit une dialyse.  En 2010 sa cousine Lynda Gauthier a offert son rein afin qu'elle puisse recevoir une greffe.  Malheureusement, après des tests de compatibilité, Diane Barbeau a découvert que le cancer était toujours présent dans son corps et qu'elle ne pouvait plus recevoir une greffe.

## Honneurs
- 2005 : Médaille de l'Assemblée nationale[4]